# ジョン・ブルーム
ジョン・ブルーム（John Bloom、1935年9月12日 - ）は、イギリスの編集技師。ロンドン出身。
1982年の『ガンジー』でアカデミー編集賞を受賞した。

## 主な編集作品

### 映画
- パーマーの危機脱出 Funeral in Berlin (1966)
- 冬のライオン The Lion in Winter (1968)
- 最後の谷 The Last Valley (1971)
- 雨のパスポート To Catch a Spy (1971)
- オルカ Orca (1977)
- ドラキュラ Dracula (1979)
- フランス軍中尉の女 The French Lieutenant's Woman (1981)
- ガンジー Gandhi (1982)
- アンダー・ファイア Under Fire (1983) - スーパーバイザー編集
- コーラスライン A Chorus Line (1985)
- ブラック・ウィドー Black Widow (1987)
- 再会の街/ブライトライツ・ビッグシティ Bright Lights, Big City (1988)
- ジャックナイフ Jacknife (1989)
- もうひとつのラブストーリー（英語版） Everybody Wins (1990)
- エア★アメリカ Air America (1990)
- ダメージ Damage (1992)
- ノーバディーズ・フール Nobody's Fool (1994)
- ラストダンス Last Dance (1996)
- ファースト・ワイフ・クラブ The First Wives Club (1996)
- ディープエンド・オブ・オーシャン The Deep End of the Ocean (1999)
- シャフト Shaft (2000)
- クローサー Closer (2004)
- あるスキャンダルの覚え書き Notes on a Scandal (2006)
- チャーリー・ウィルソンズ・ウォー Charlie Wilson's War (2007)

### テレビ映画
- Wit (2001)
- Into the Storm (2009)

### テレビドラマ
- エンジェルス・イン・アメリカ Angels in America (2003)

## 受賞歴

### アカデミー賞
受賞
- 1983年 第55回アカデミー賞：編集賞『ガンジー』

ノミネート
- 1982年 第54回アカデミー賞：編集賞『フランス軍中尉の女』
- 1986年 第58回アカデミー賞：編集賞『コーラスライン』

### アメリカ映画編集者協会
受賞
- 1983年 アメリカ映画編集者協会 エディー賞：長編映画編集賞『ガンジー』
- 1999年 アメリカ映画編集者協会 生涯功労賞
- 2004年 アメリカ映画編集者協会 エディー賞：ミニシリーズ・テレビ映画編集賞『エンジェルス・イン・アメリカ』

ノミネート
- 2010年 アメリカ映画編集者協会 エディー賞：ミニシリーズ・テレビ映画編集賞『Into the Storm』

### 英国アカデミー賞
ノミネート
- 1982年 英国アカデミー賞：編集賞『フランス軍中尉の女』
- 1983年 英国アカデミー賞：編集賞『ガンジー』
- 1985年 英国アカデミー賞：編集賞『アンダー・ファイア』
- 1986年 英国アカデミー賞：編集賞『コーラスライン』